# 21. červen
21. červen je 172. den roku podle gregoriánského kalendáře (173. v přestupném roce). Do konce roku zbývá 193 dní. Svátek slaví Alois a Aloisie.

## Události

### Česko
- 1599 – František z Ditrichštejna byl jmenován papežským legátem.
- 1621 – Poprava 27 účastníků českého stavovského povstání, na Staroměstském náměstí v Praze.
- 1689 – Velký požár zachvátil Prahu. Shořelo 766 obytných domů, 6 kostelů a klášterů, novoměstské mlýny, pila a vodárna. Zemřelo asi 150 lidí.
- 1900 – V Brně byl zahájen provoz elektrické tramvaje, při této příležitosti byl zároveň ukončen osobní provoz parní tramvaje.
- 1903 – Byl slavnostně zahájen provoz na železniční trati Slavonice – Schwarzenau.
- 1903 – Byl slavnostně zahájen provoz na první elektrifikované železniční trati v Rakousko-Uhersku z Tábora do Bechyně.
- 1918 – V Plzni zastřeleno pět dětí maďarským vojskem v rámci rakouské hladové persekuce, místo připomíná pamětní deska od O. Waltera st.
- 1925 – Do městské hromadné dopravy v Praze byly zařazeny autobusy.
- 1939 – Říšský protektor Konstantin von Neurath přikročil na území českého protektorátu k zavádění protižidovských nařízení platných na území Německa.
- 1945 – Prezident Edvard Beneš vydal dekret o konfiskaci a rozdělení pozemkového majetku Němců, Maďarů, zrádců a kolaborantů.
- 1949 – Generál Heliodor Píka byl oběšen v plzeňské věznici Bory (první justiční vražda v totalitním Československu).
- 1963 – Premiéra české filmové pohádkové satirické komedie natočené podle předlohy Vratislava Blažka Tři přání režisérů Jána Kadára a Elmara Klose.
- 1968 – Na československém území zahájeno armádní cvičení států Varšavské smlouvy nazvané Šumava.
- 1971 – Vedení AZNP Mladá Boleslav zahájilo přípravu výroby nového automobilu s motorem vzadu, budoucí Škody 105/120, s plánovaným začátkem výroby na jaře 1975.
- 1974 – Byla vyhlášena CHKO Slavkovský les.
- 1991 – Československé území opustil poslední transport se sovětskými vojáky a technikou. Tento den se stal příležitostí k nadšeným oslavám na celém území republiky.
- 2003 – Vytvořena 500. stránka v české verzi Wikipedie.
- 2017 – Ministerstvo školství přebral Stanislav Štech, původně náměstek ministryně Kateřiny Valachové (ČSSD), která rezignovala kvůli podezření, že na ministerstvu došlo ke zneužití sportovních dotací.

### Svět
- 217 př. n. l. – Hannibal rozdrtil římská vojska konzula Gaia Flaminia v Bitvě u Trasimenského jezera.
- 0068 – Římský generál Vespasianus dobyl Jericho během Velkého židovského povstání.
- 1339 – Koalice Bernu a lesních kantonů porazila v bitvě u Laupenu spojená vojska Fribourgu a habsburských a lucemburských leníků.
- 1498 – Císař Maximilián I. Habsburský vyhání všechny židy z Norimberku.
- 1633 – Galileo znovu souzen inkvizicí za své učení v Itálii, donucen odvolat Koperníkovo učení.
- 1661 – Carské Rusko a Švédsko podepsali v estonském Kärde mírovou smlouvu, ukončující švédsko-ruské války (1656–1658).
- 1779 – Španělsko vypovědělo válku Velké Británii, čímž vlastně vytvořilo alianci se Spojenými státy.
- 1780 – Sicilská sopka Etna soptila.
- 1788 – New Hampshire jako 9. stát USA uznal ústavu, a tím platí ve všech státech.
- 1791 – Ludvík XVI. byl se svou rodinou zadržen ve Varennes při pokusu o útěk z revoluční Francie, a vrácen zpátky do Paříže.
- 1813 – Napoleonské války: proběhla bitva u Vitorie.
- 1868 – Premiéra Wagnerovy opery Mistři pěvci norimberští v Königliches Hof- und National-Theater v Mnichově.
- 1894 – Alexander Mackenzie dirigoval evropskou premiéru Dvořákovy Novosvětská symfonie s London Philharmonic Society.
- 1942 – Druhá světová válka: Německý generál Erwin Rommel dobyl Tobrúk.
- 1945 – Druhá světová válka: Japonské jednotky se vzdaly Američanům na Okinawě a tím skončila bitva o Okinawu, která začala 1. dubna 1945.
- 1948
  - Na počítači Manchester Mark I v laboratořích na Manchesterské Univerzitě běží první počítačový program, uložený v paměti.
  - Etiketa Columbia Records začala s hromadnou výrobou dlouhohrajících desek o rychlosti 33 a 1/3 otáček za minutu (oproti předešlým 78 a 45). Dnes ji demonstroval Dr. Peter Goldmark.
- 1957 – Na 7. Berlínském mezinárodním filmovém festivalu zvítězil americký film Dvanáct rozhněvaných mužů, který získal filmovou cenu Zlatého medvěda.
- 1958 – Francie přistoupila k ekonomické reformě, jejíž součástí byla devalvace francouzského franku, která skončila 1. ledna 1960, kdy byl dán do oběhu nový frank a jeho hodnota byla 100 starých franků.
- 1963
  - Francie šokovala své spojence když oznámila, že odebírá svoje námořnictvo ze struktur NATO.
  - Kardinál Giovanni Battista Montini byl zvolen 261. papežem Pavlem VI. po smrti Jana XXIII.
- 1969 – Premiéra 14. symfonie op.135 Dmitrije Šostakoviče v Moskvě.
- 1971 – Americký prezident Richard Nixon se oženil v Bílém domě s Patricii Ryanovou.
- 1977
  - Menachem Begin z politické strany Likud se stal 6. izraelským premiérem.
  - V americkém státě Illinois vstoupil v platnost Zákon o trestu smrti.
- 1978 – Premiéra muzikálu Tima Rice a Andrew Lloyd Webbera Evita o životě Evy Perónové, manželky argentinského diktátora Juana Peróna, od samých začátků přes dobu její největší slávy až do její smrti, v Prince Edward Theatre v Londýně.
- 2011 – Valné shromáždění OSN zvolilo generálním tajemníkem znovu Pan Ki-muna.

## Narození
Automatický abecedně řazený seznam viz Kategorie:Narození 21. června

### Česko

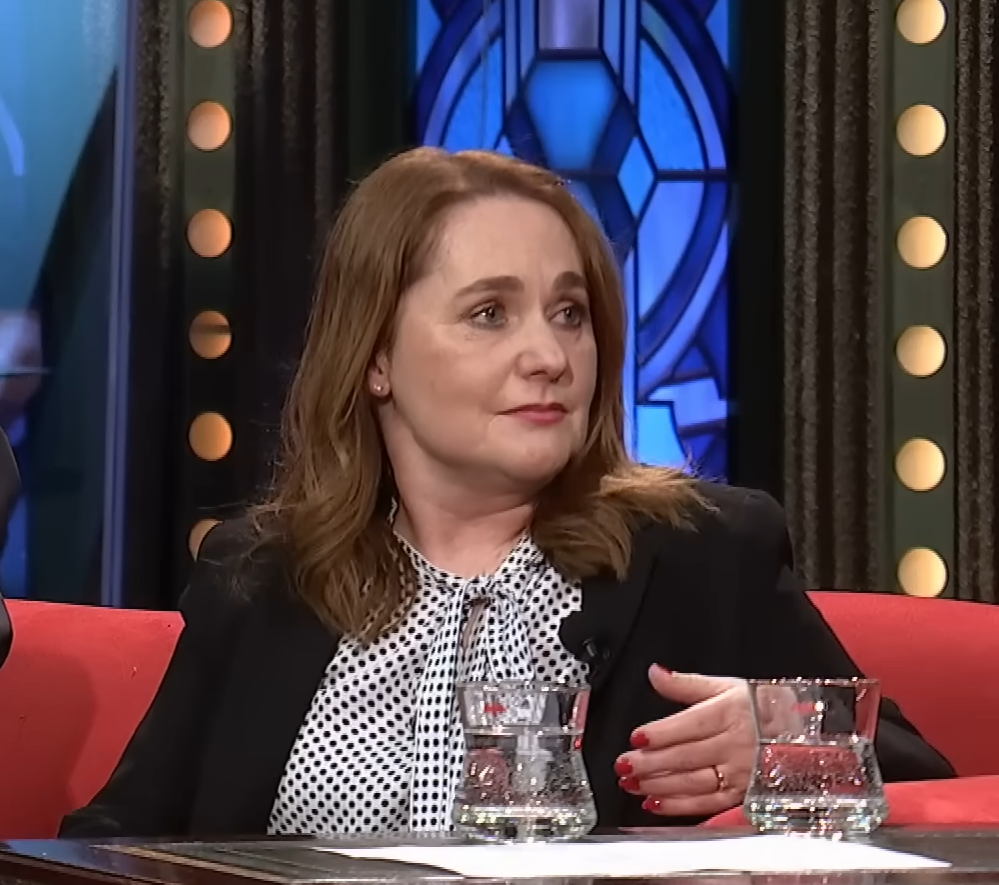
Miriam Chytilová (* 1965)

- 1800 – Eduard Schubert, rakouský a český právník a politik německé národnosti († 22. listopadu 1879)
- 1814 – Františka Auerspergová, šlechtična († 16. června 1901)
- 1819 – Jan Kozánek, český advokát, novinář a politik († 17. ledna 1890)
- 1824 – Ferdinand Heller, český skladatel a sbormistr († 9. června 1912)
- 1840 – Emanuel František Züngel, český básník a překladatel († 22. dubna 1894)
- 1873 – Břetislav Tolman, profesor vodního stavitelství, rektor ČVUT († 9. května 1937)
- 1874
  - Vladimír Krno, československý maďarské národnosti († 10. března 1955)
  - Zdeněk V. Tobolka, český historik, politik a knihovník († 5. listopadu 1951)Václav Kopta (* 1965)

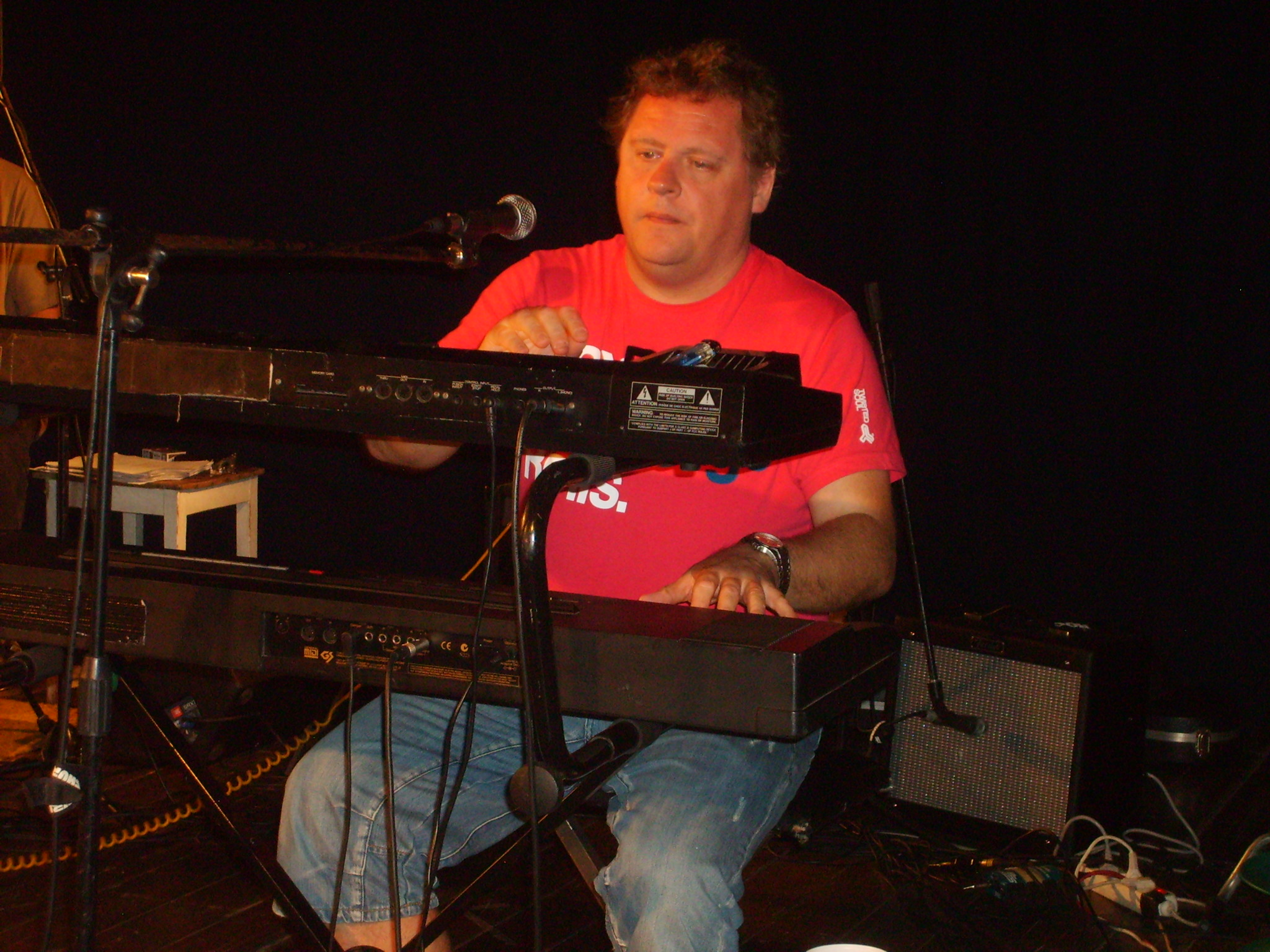
Václav Kopta (* 1965)

- 1877 – Alois Chytil, český redaktor a informatik († 1949)
- 1879 – Jaromír Špaček, československý politik († 4. února 1953)
- 1881 – Josef Matouš, literární kritik a překladatel († 4. ledna 1971)
- 1893 – Alois Hába, hudební skladatel a pedagog († 18. listopadu 1973)
- 1895 – Přemysl Pitter, protestantský kazatel, spisovatel, publicista a sociální pracovník († 15. února 1976)
- 1897 – Vladimír Balthasar, český přírodovědec († 10. listopadu 1978)
- 1899 – Pavel Haas, hudební skladatel a pedagog († 17. října 1944)
- 1907 – Břetislav Štorm, architekt a grafik († 11. června 1960)
- 1910 – Mirko Pašek, spisovatel, cestovatel a reportér († 6. února 2002)
- 1912 – Karel Fabián, spisovatel († 11. listopadu 1983)
- 1921 – Ivo Fleischmann, básník, spisovatel, překladatel, literární historik a diplomat, působící ve Francii († 7. července 1997)
- 1922 – Miloš Vacík, básník a publicista († 5. května 1999)
- 1924 – Slavomil Hejný, český botanik († 22. června 2001)
- 1933 – Zdeněk Novák, herec
- 1938 – Petr Velkoborský, fotograf
- 1941 – Petr Kabeš, český básník († 9. července 2005)
- 1942 – Markéta Zinnerová, česká prozaička, scenáristka
- 1943 – Pavel Rudolf, český malíř, kreslíř a grafik
- 1946
  - Jaroslava Sedláčková, československá gymnastka, držitelka stříbrné medaile z OH
  - Jaromír Schling, ministr dopravy a spojů ČR
- 1947 – Ladislav Zajíček, hudebník, novinář, spisovatel († 8. prosince 2001)
- 1948 – Marie Bohatá, předsedkyně Českého statistického úřadu
- 1954
  - Daniel Fikejz, hudební skladatel, hráč na klávesové nástroje, textař, zpěvák
  - Pavel Krejčí, matematik[1]
  - Jan Rejžek, hudební a filmový kritik a básník
- 1965
  - Miriam Chytilová, česká herečka a zpěvačka
  - Václav Kopta, český herec
- 1971 – Jan P. Muchow, český hudební skladatel a režisér
- 1981 – Jan Němec, český spisovatel
- 1988 – Zdeněk Šmejkal, český fotbalista

### Svět
- 1002 – Lev IX., papež († 19. dubna 1054)

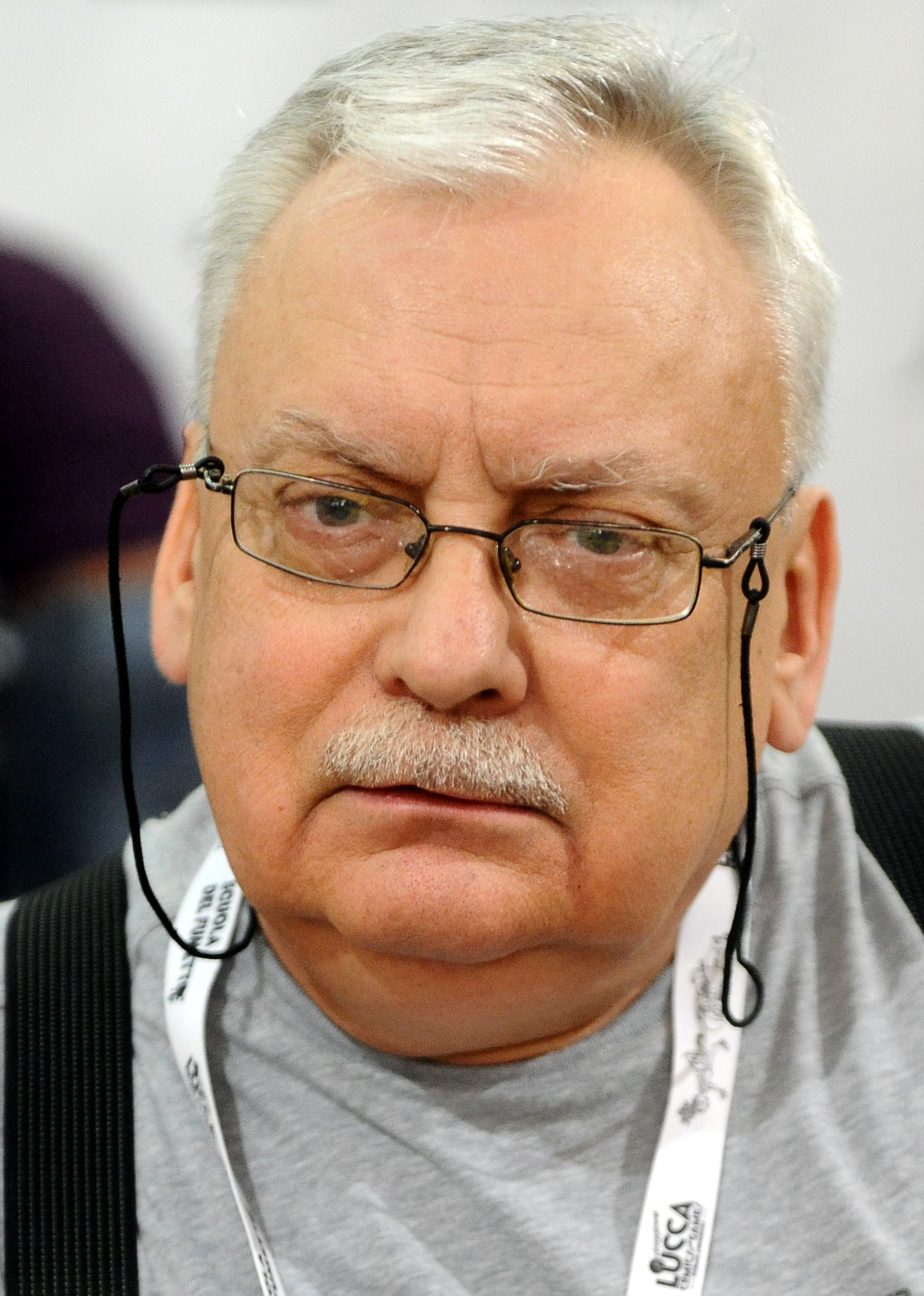
Andrzej Sapkowski (* 1948)

- 1226 – Boleslav V. Stydlivý, polský král († 7. prosince 1279)
- 1528 – Marie Španělská, česká královna, manželka císaře Maxmiliána II. († 26. února 1603)
- 1601 – Godefridus Henschenius, belgický jezuitský historik a hagiograf († 12. září 1682)
- 1646 – Marie Františka Isabela Savojská, portugalská královna († 27. prosince 1683)
- 1704 – Alexandr Ferdinand z Thun-Taxisu, třetí kníže z Thurn-Taxisu a generální poštmistr císařské pošty († 17. března 1773)
- 1716 – Pasquale Bini, italský houslista a hudební skladatel († duben 1770)
- 1732 – Johann Christoph Friedrich Bach, německý skladatel a kapelník († 28. ledna 1791)
- 1774 – Daniel D. Tompkins, americký politik, 6. viceprezident USA († 11. června 1825)
- 1776 – Josefína z Fürstenbergu-Weitry, rakouská šlechtična a kněžna z Lichtenštejna († 23. února 1848)
- 1781 – Siméon Denis Poisson, francouzský matematik a fyzik († 25. dubna 1840)

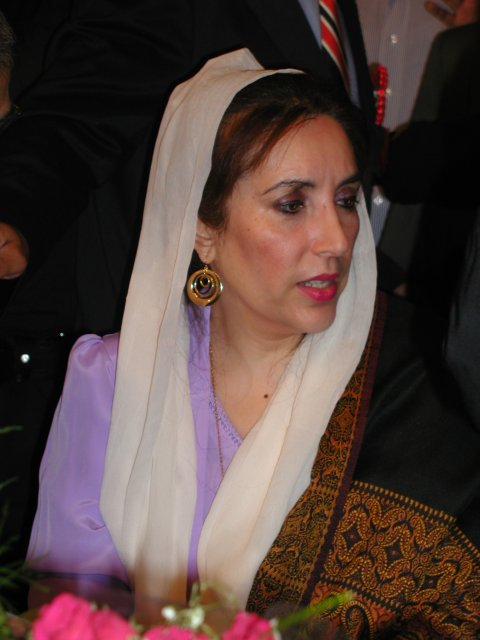
Bénazír Bhuttová (1953–2007)

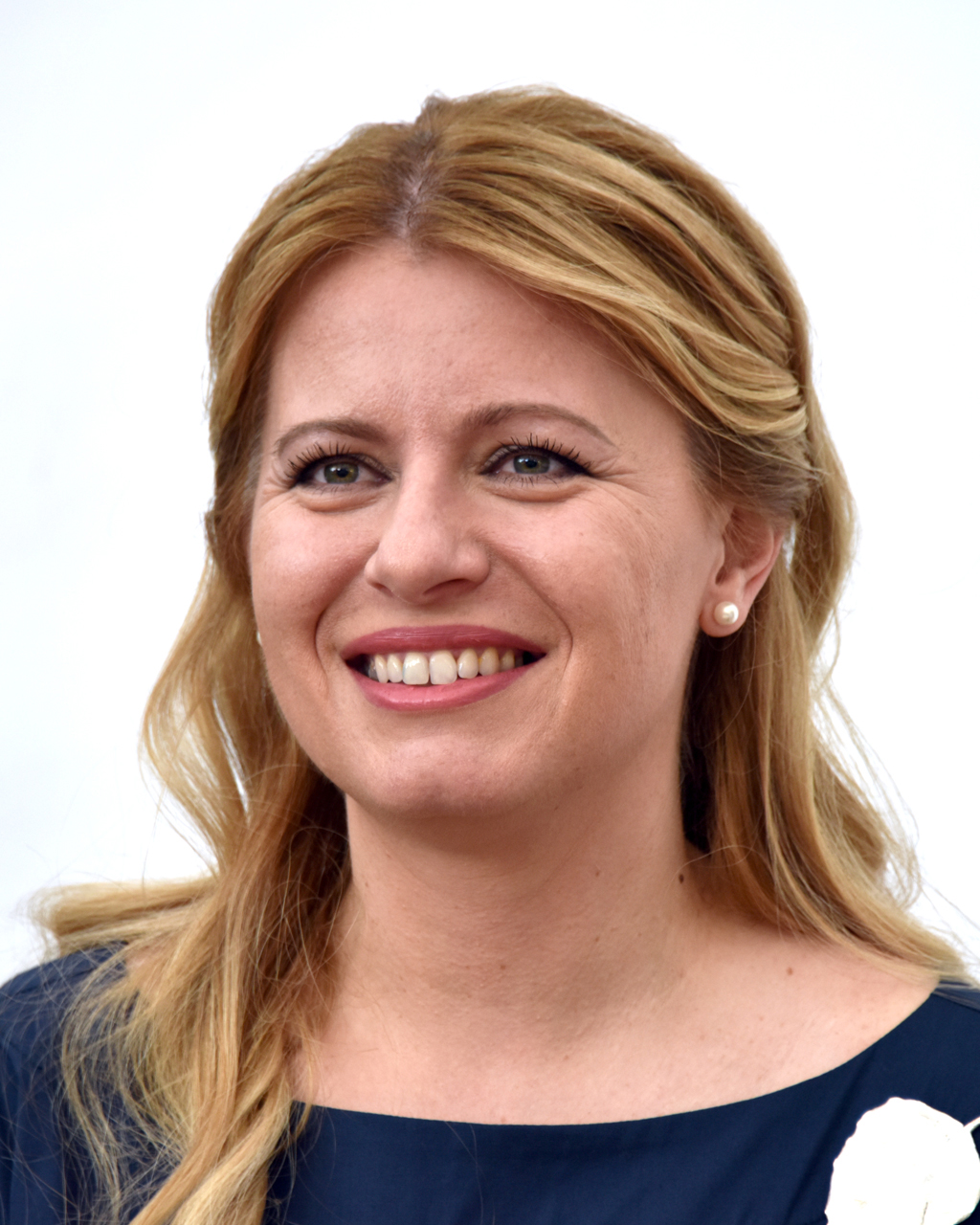
Zuzana Čaputová (* 1973)

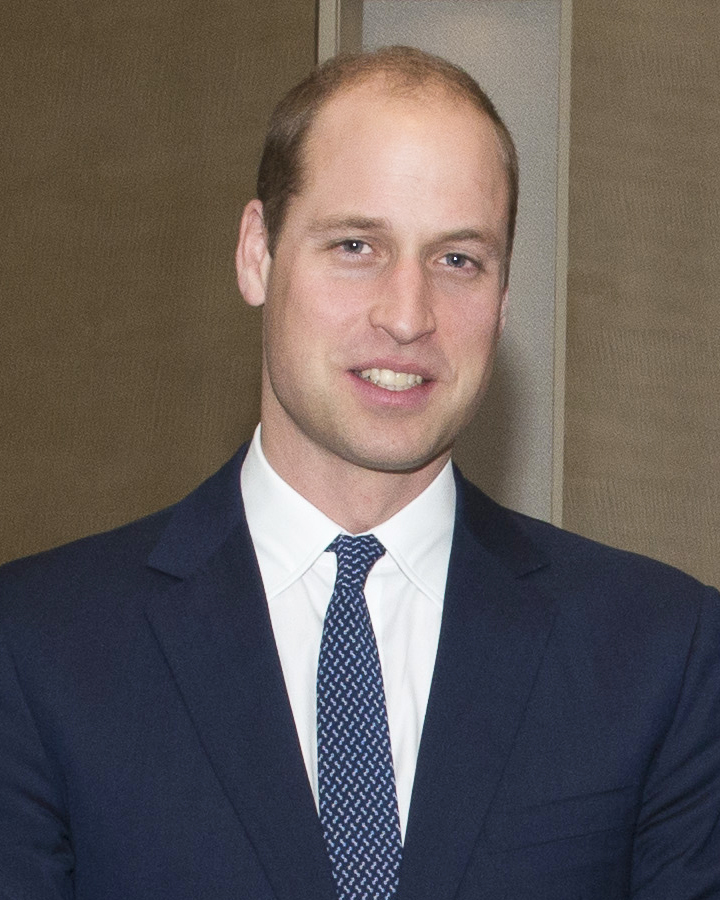
William, princ z Walesu (* 1982)

- 1788 – Augusta Bavorská, princezna bavorská a vévodkyně z Leuchtenbergu († 13. května 1851)
- 1818 – Richard Wallace, anglický sběratel umění a mecenáš († 20. července 1890)
- 1826 – Angelo Zottoli, italský sinolog, katolický misionář v Číně († 9. listopadu 1902)
- 1831
  - Ludvík Bavorský, syn vévody Maxmiliána († 6. listopadu 1920)
  - Šarlota Pruská, princezna sasko-meiningenská († 30. března 1855)
- 1839 – Joaquim Maria Machado de Assis, brazilský spisovatel († 29. září 1908)
- 1856
  - Alajos Stróbl, uherský sochař slovenského původu († 13. prosince 1926)
  - Friedrich Kluge, německý etymolog († 21. května 1926)
- 1863 – Max Wolf, německý astronom a průkopník na poli astrofotografie († 3. října 1932)
- 1864 – Heinrich Wölfflin, švýcarský historik umění († 19. července 1945)
- 1865 – Otto Frank, německý lékař a fyziolog († 12. listopadu 1944)
- 1866 – Lena Riceová, irská tenistka († 21. června 1907)
- 1873 – Minya Diez-Dührkoop, německá fotografka († 17. listopadu 1929)
- 1882
  - Ja'akov Ben-Dov, izraelský fotograf a filmař († 7. března 1968)
  - Lluís Companys, španělský politik, prezident katalánské samosprávy († 15. října 1940)
- 1884 – Claude Auchinleck, britský maršál za druhé světové války († 23. března 1981)
- 1887 – Hastings Lionel Ismay, britský generál, první generální tajemník NATO († 17. prosince 1965)
- 1889 – Ralph Craig, americký sprinter, olympijský vítěz († 21. července 1972)
- 1890 – John Mitchell Nuttall, anglický fyzik († 28. ledna 1958)
- 1891 – Pier Luigi Nervi, italský konstruktér a architekt († 9. ledna 1979)
- 1892 – Reinhold Niebuhr, americký protestantský teolog a politický filozof († 1. června 1971)
- 1897 – Františka z Hohenlohe-Waldenburg-Schillingsfürstu, rakouská arcivévodkyně, švagrová císaře Karla I. († 12. července 1989)
- 1902 – Howie Morenz, kanadský hokejista († 8. března 1937)
- 1905
  - Šlomo Rozen, ministr izraelských vlád († 7. prosince 1985)
  - Jean-Paul Sartre, francouzský filozof, spisovatel, dramatik († 15. dubna 1980)
- 1911 – Ralph Wendell Burhoe, americký teolog († 8. května 1997)
- 1914 – William Vickrey, kanadský ekonom, Nobelova cena 1996 († 11. října 1996)
- 1919
  - Antonia Mesina, sardinská panna a mučednice, blahoslavená († 17. května 1935)
  - Paolo Soleri, italský architekt († 9. dubna 2013)
- 1921
  - Judy Hollidayová, americká herečka († 7. června 1965)
  - Helmut Heißenbüttel, německý literární teoretik a spisovatel († 19. září 1996)
  - Jane Russellová, americká filmová herečka († 28. února 2011)
- 1925
  - Giovanni Spadolini, premiér Itálie († 4. srpna 1994)
  - Alastair Cameron, kanadský astrofyzik († 3. října 2005)
- 1928 – Wolfgang Haken, německý matematik († 2. října 2022)
- 1932
  - Lalo Schifrin, argentinský skladatel, pianista a dirigent
  - Leonid Spirin, sovětský chodec, olympijský vítěz († 23. února 1982)
  - Jamil Nasser, americký jazzový kontrabasista († 13. února 2010)
- 1934 – Ken Matthews, britský atlet, chodec, olympijský vítěz z roku 1964 († 3. června 2019)
- 1935 – Françoise Saganová, francouzská spisovatelka († 24. září 2004)
- 1939 – Alojz Lorenc, poslední náčelník Státní bezpečnosti
- 1941 – Valerij Sergejevič Zolotuchin, ruský herec († 30. března 2013)
- 1943 – Salomé, španělská zpěvačka
- 1944
  - Ray Davies, britský hudebník (The Kinks)
  - Jon Hiseman, anglický hudebník
  - Tony Scott, britský režisér a filmový producent († 19. srpna 2012)
- 1945 – Adam Zagajewski, polský básník, prozaik a překladatel († 21. března 2021)
- 1947
  - Širín Ebadiová, íránská advokátka a aktivistka za lidská práva, Nobelova cena za mír 2003
  - Fernando Savater, španělský filozof, esejista a politik
- 1948
  - Don Airey, britský hráč na klávesové nástroje
  - Ian McEwan, britský spisovatel
  - Andrzej Sapkowski, polský spisovatel
- 1950 – Gérard Lanvin, francouzský herec
- 1951 – Nils Lofgren, americký kytarista, akordeonista, hudební skladatel
- 1952 – Gregory David Roberts, australský spisovatel
- 1953 – Bénazír Bhuttová, pákistánská politička († 27. prosince 2007)
- 1955 – Michel Platini, francouzský fotbalista a fotbalový funkcionář
- 1957 – Luis Antonio Tagle, filipínský kardinál
- 1965 – Jang Li-wej, první čínský kosmonaut
- 1973 – Zuzana Čaputová, 5.prezident Slovenska
- 1977 – Roger Deago, panamský baseballista
- 1979 – Chris Pratt, americký herec
- 1981 – Brandon Flowers, americký zpěvák skupiny The Killers
- 1982 – Princ William, vévoda z Cambridge, první dědic v pořadí na britský trůn
- 1987 – Chatia Buniatišviliová, klavíristka gruzínského původu
- 1989 – Abubaker Kaki, súdánský atlet († 12. dubna 2025)
- 1997 – Darcy Graham, skotský ragbista

## Úmrtí
Automatický abecedně řazený seznam viz Kategorie:Úmrtí 21. června

### Česko

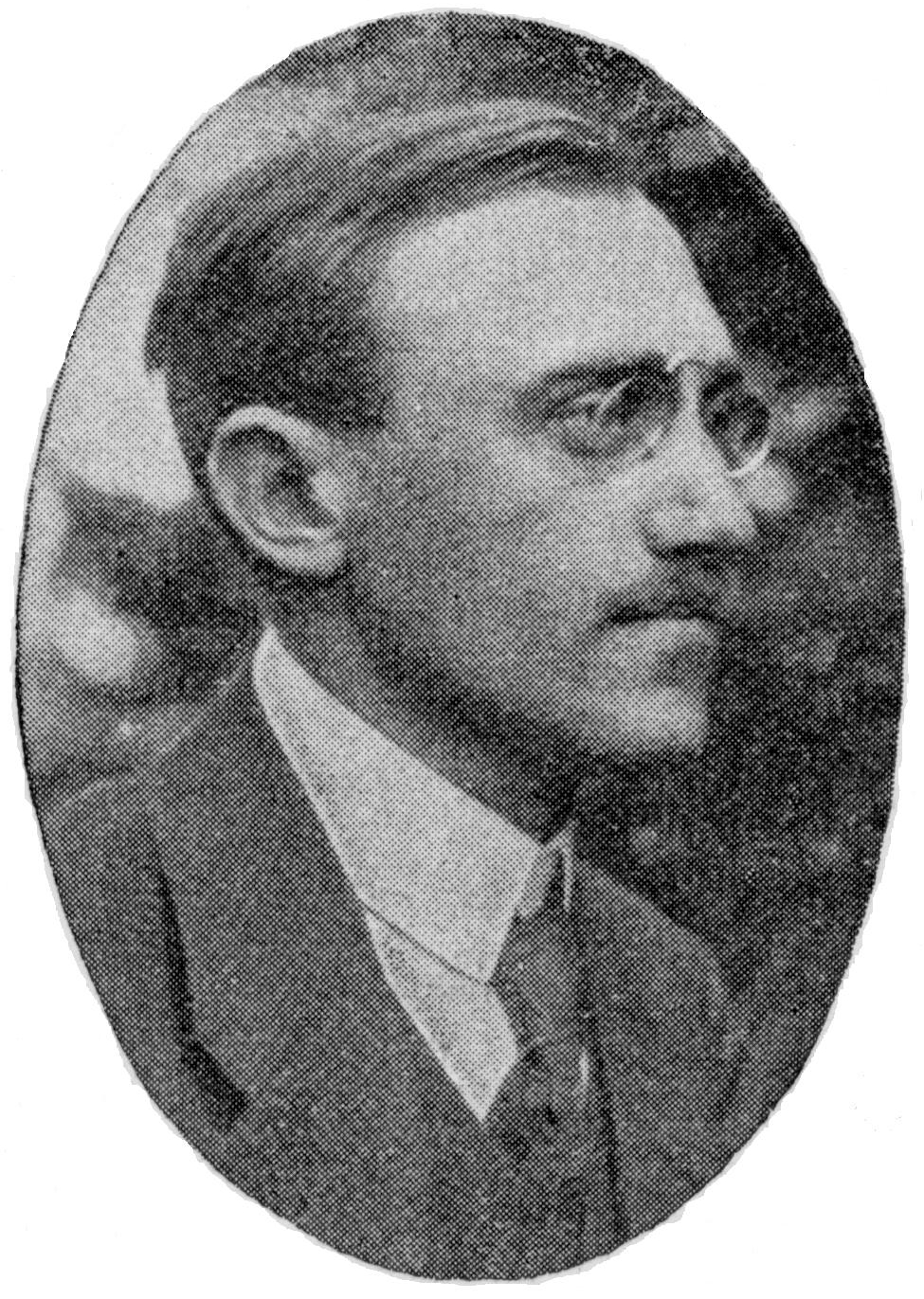
Josef Hora († 1945)

- 1305 – Václav II., český a polský král (* 21. června 1271)
- 1621
  - popraven Ján Jesenský, slezský lékař, politik a filozof slovenského původu s významnou politickou a vědeckou roli v českých dějinách (* 1566)
  - popraven Kryštof Harant z Polžic a Bezdružic, spisovatel (* 1564)
  - popraven Václav Budovec z Budova, diplomat a spisovatel (* 28. srpna 1551)
  - popraven Maxmilián Hošťálek z Javořice, žatecký primátor (* 1564)
  - popraven Kašpar Kaplíř ze Sulevic, člen direktoria českých stavů v době stavovského povstání (* 1535)
  - popraven Jindřich Otta z Losu, účastník stavovského povstání (* 1541)
  - popraven Valentin Kochan z Prachové, měšťan, člen direktoria českých stavů v době stavovského povstání (* 1561)
  - popraven Diviš Černín z Chudenic, jediný katolík mezi popravenými za stavovského povstání (* 1565)
  - popraven Bohuslav z Michalovic, člen direktoria českých stavů v době stavovského povstání (* 1565)
  - popraven Jáchym Ondřej Šlik, český šlechtic (* 9. září 1569)
  - popraven Jan Kutnauer ze Sonnenštejna, staroměstský konšel (* 1581)
  - popraven Simeon Vokáč z Chýš, pražský měšťan, novoměstský radní (* 1580)
- 1819 – Jiří Družecký, skladatel hobojista a tympánista (* 7. dubna 1745)
- 1865 – Václav Frost, kněz, pedagog a průkopník bilingvální výuky neslyšících (* 4. února 1814)
- 1880 – František August Brauner, český právník a politik (* 22. ledna 1810)
- 1901 – Antonín Hromada, operní pěvec a režisér, hudební pedagog (* 23. prosince 1841)
- 1908
  - Josef Lacina (Kolda Malínský), historik a spisovatel (* 2. srpna 1850)
  - Bernard Pauer, rakouský a český lékař a politik (* 7. června 1827)
- 1912 – Leopold Gottlieb, lékař, spoluzakladatel lázní v Jáchymově (* 17. března 1852)
- 1930 – Lev Blatný, spisovatel a divadelník (* 11. dubna 1894)
- 1940 – František Táborský, básník a spisovatel (* 16. ledna 1858)
- 1945 – Josef Hora, básník a překladatel (* 8. července 1891)
- 1949 – Heliodor Píka, generál československé armády (* 3. července 1897)
- 1963 – Jakub Honner, učitel, spisovatel a vlastivědný pracovník (* 30. června 1899)
- 1971 – Karel Kupka, český malíř – krajinář (* 4. července 1905)
- 1977 – Zdeněk Dopita, divadelní režisér (* 6. února 1912)
- 1979 – Václav Špidla, herec a režisér (* 28. září 1922)
- 1988 – Zoroslava Drobná, historička umění a archeoložka (* 22. prosince 1907)
- 1994 – Jiří Novák, český malíř, scénograf a autor kostýmních návrhů (* 1. února 1925)
- 1995 – Jaroslav Chundela, český divadelní a operní režisér a herec (* 16. prosince 1936)
- 2003 – Jaroslav Fišer, malíř (* 10. října 1919)
- 2004 – Zdeněk Kovář, průmyslový návrhář a sochař (* 26. ledna 1917)
- 2005 – Jiří Ropek, varhaník a skladatel (* 1. července 1922)
- 2007 – Alexander Babraj, český scénograf, výtvarník (* 7. února 1948)
- 2011
  - Stanislav Zámečník, český historik (* 12. listopadu 1922)
  - Alena Reichová, sportovní gymnastka a olympijská medailistka (* 27. července 1933)
- 2017 – Vladimír Drha, český režisér a scenárista (* 7. května 1944)
- 2021 – Nina Divíšková, česká herečka (* 12. července 1936)

### Svět

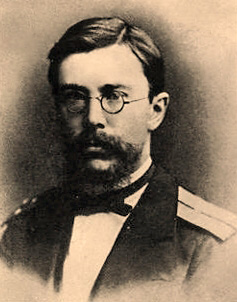
Nikolaj Andrejevič Rimskij-Korsakov († 1908)

- 1040 – Fulko III. z Anjou, hrabě z Anjou (* 965/970)
- 1205 – Enrico Dandolo, benátský dóže, vedl čtvrtou křížovou výpravu proti Byzantskému císařství (* 1107)
- 1208 – zavražděn Filip Švábský, římský král (* srpen 1177)
- 1356 – Boleslav II. Opolský, opolský kníže (* okolo 1300)
- 1359 – Erik XII. Magnusson, spolukrál a protikrál svého otce Magnuse IV. (* 1339)
- 1377 – Eduard III., anglický král (* 13. listopadu 1312)
- 1527 – Niccolò Machiavelli, italský historik a filozof (* 3. května 1469)
- 1529 – John Skelton, britský satirik a básník (* 1460)
- 1582 – Nobunaga Oda, japonský vládce (* 23. června 1534)
- 1591 – Svatý Alois Gonzaga, patron studentů a mládeže (* 9. března 1568)
- 1606 – Sokolluzade Lala Mehmed Paša, osmanský státník a velkovezír (* ?)
- 1620 – Juraj III. Druget, uherský šlechtic (* 1583)
- 1721 – Jan Kryštof Müller, rakouský kartograf (* 15. března 1673)
- 1755 – Giovanni Porta, italský hudební skladatel (* 1675)
- 1782 – Jiří Vilém Hesensko-Darmstadtský, německý šlechtic a princ (* 11. července 1722)
- 1788 – Johann Georg Hamann, německý filozof (* 27. srpna 1730)
- 1806 – Ignaz Schiffermüller, rakouský entomolog (* 2. října 1727)
- 1809 – Peter von Vécsey, rakouský generál (* 13. června 1768)
- 1812 – Johann Friedrich August Tischbein, německý malíř (* 9. března 1750)
- 1832 – Amálie Hesensko-Darmstadtská, dědičná bádenská princezna (* 20. června 1754)
- 1841 – Carl Bernhard Garve, německý evangelický teolog a básník (* 24. ledna 1763)
- 1852 – Friedrich Fröbel, německý pedagog (* 21. dubna 1782)
- 1857 – Louis Jacques Thénard, francouzský chemik (* 4. května 1777)
- 1870 – Ernst Waidele von Willingen, rakouský právník, soudce a politik (* 22. března 1806)
- 1874 – Anders Jonas Ångström, švédský astronom a fyzik (* 13. srpna 1814)
- 1876 – Antonio López de Santa Anna, mexický generál a prezident (* 21. února 1794)
- 1884 – Alexandr Nizozemský, nizozemský princ z oranžsko-nasavské dynastie (* 25. srpna 1851)
- 1886 – Hugh Welch Diamond, průkopník britské psychiatrie a fotograf (* 1809)
- 1907 – Lena Riceová, irská tenistka (* 21. června 1866)
- 1908 – Nikolaj Rimskij-Korsakov, ruský hudební skladatel (* 18. března 1844)
- 1914 – Bertha von Suttner, česko-rakouská radikální pacifistka, publicistka a spisovatelka, nositelka Nobelovy ceny míru (* 9. června 1843)
- 1918
  - Edward Abramowski, polský filozof, anarchista, psycholog (* 17. srpna 1868)
  - Bedřich Havlena, italský legionář (* 18. května 1888)
- 1920
  - Gaetano Previati, italský malíř (* 31. srpna 1852)
  - Josiah Conder, britský architekt (* 28. září 1852)
- 1935 – Alfred Roller, vídeňský scénograf, malíř, grafik a pedagog (* 2. října 1864)
- 1940
  - Maciej Rataj, polský spisovatel a prozatímní prezident (* 19. února 1884)
  - Smedley Butler, americký generálmajor námořní pěchoty (* 30. července 1881)
  - Janusz Kusociński, polský olympijský vítěz v běhu na 10 000 metrů (* 15. ledna 1907)
- 1942 – Alois Vašátko, letecké eso RAF (* 25. srpna 1908)
- 1943 – Alice Boughtonová, americká portrétní fotografka (* 14. května 1866)
- 1950 – Joey Kramer, americký bubeník
- 1951 – Charles Dillon Perrine, americký astronom (* 1867)
- 1954 – Gideon Sundback, švédsko-americký vynálezce (* 24. dubna 1880)
- 1957 – Johannes Stark, německý fyzik, nositel Nobelovy ceny (* 15. dubna 1874)
- 1968 – William Earl Johns, britský pilot a spisovatel (* 5. února 1893)
- 1969 – Maureen Connollyová, americká tenistka (* 17. září 1934)
- 1970
  - Cecil Roth, britský historik (* 5. března 1899)
  - Sukarno, indonéský politik (* 6. června 1901)
- 1977 – Lee Millerová, americká fotografka (* 23. dubna 1907)
- 1979 – Angus MacLise, americký básník a bubeník, člen skupiny The Velvet Underground (* 4. března 1938)
- 1981 – Johan Fabricius, nizozemský spisovatel (* 24. srpna 1899)
- 1985 – Tage Erlander, předseda švédské vlády (1946–1969) (* 13. června 1901)
- 1989 – Lee Calhoun, americký dvojnásobný olympijský vítěz v běhu na 110 m překážek (* 23. února 1933)
- 1992
  - Li Sien-nien, prezident Čínské lidové republiky (* 23. června 1909)
  - Joan Fuster, katalánský spisovatel (* 23. listopadu 1922)
- 1993 – Frantz Casseus, haitský kytarista a hudební skladatel (* 14. prosince 1915)
- 1998 – Anastasio Alberto Ballestrero, italský kardinál (* 3. října 1913)
- 2000
  - Günther Sabetzki, prezident Mezinárodní hokejové federace (* 4. června 1915)
  - Alan Hovhaness, arménsko-americký hudební skladatel (* 8. března 1911)
- 2001 – John Lee Hooker, americký hudebník (* 22. srpna 1917)
- 2003
  - George Axelrod, americký spisovatel, scenárista, producent, režisér a herec (* 9. června 1922)
  - Leon Uris, americký spisovatel (* 3. srpna 1924)
  - Hans Boesch, švýcarský spisovatel (* 13. března 1926)
- 2005 – Jaime Sin, filipínský kardinál a manilský arcibiskup (* 31. srpna 1928)
- 2012
  - Richard Adler, americký hudební skladatel a textař (* 3. srpna 1921)
  - Sune Spångberg, švédský jazzový bubeník (* 20. května 1930)
- 2013 – Elliott Reid, americký herec (* 16. ledna 1920)
- 2014 – Robert Gardner, americký filmař, režisér a antropolog (* 5. listopadu 1925)
- 2015 – Veijo Meri, finský spisovatel (* 31. prosince 1928)

## Svátky

### Česko
- Alois, Aloisie
- Leila
- Alban, Albín
- Den Policie České republiky

Slovensko
- Alojz

### Svět
- Mezinárodní den jógy
- Světový den hudby
- Nejčastější den, ve kterém nastává letní slunovrat (severní polokoule) resp. zimní slunovrat (jižní polokoule)
- Den hrdosti
- Mezinárodní den trpaslíků
- Kanada – Národní den prvních národů
- Hong Kong – Festival dračích lodí

### Liturgie
- Sv. Alois Gonzaga

## Pranostiky

### Česko
- Na svatého Aloise poseč louku, neboj se!